# ジョーイ・チェスナット
ジョゼフ・クリスチャン"ジョーズ"チェスナット（Joseph Christian "Jaws" Chestnut、1983年11月25日 - ）は、カリフォルニア州サンノゼ在住のフードファイター。
2007年7月4日, 第92回「ネイサンズ国際ホットドッグ早食い選手権」で12分で66個のホットドッグを食べ、世界記録を樹立して優勝。小林尊の7連覇を阻止し、地元アメリカに10年ぶりにタイトルを奪回した。ホットドッグを非常に得意としている。しかし2024年の大会にはチェスナットは競合会社（インポッシブル・フーズ）に契約を交わしたことから出場禁止の通達が出された
。

## 戦績
- 2005年
  - サンノゼ州立大学に在学中、揚げアスパラガスの大食いコンテストに出場し、11分半で6.3ポンドを食べてリッチ・ルフェーヴルを破り優勝してフードファイターとしてデビュー。
  - 「ネイサンズ国際ホットドッグ早食い選手権」では、32個のホットドッグを食べたが、49個の小林、37個のトーマスの前に破れ3位となる。
  - 9月4日、「世界ワッフル大食い選手権」で優勝。
  - 「クリスタル・スクウェア・オフ」の第2回世界ハンバーガー大食い選手権では、62個を食べて56個のトーマスを上回りアメリカ人のフードファイターのトップに立つものの、小林の67個には及ばず準優勝に終わる。
- 2006年
  - 「ネイサンズ国際ホットドッグ早食い選手権」では、52個のホットドッグを食べたが、小林の53個3/4にわずかに及ばず2位となる。
  - 8月5日、「ワールド・ブラットワースト・イーティング・チャンピオンシップ」ブラット・ワースト・ソーセージ世界早食い選手権で41本を食べるが、58個の小林に破れ2位。
  - 「クリスタル・スクウェア・オフ」の第3回世界ハンバーガー大食い選手権では、91個を食べるが、97個の小林に負けて2位となった。
- 2007年
  - 7月4日、「ネイサンズ国際ホットドッグ早食い選手権」66本を食べて、63本の小林を破って初優勝（世界新記録樹立）。
  - 10月28日、小林不参加の「クリスタル・スクウェア・オフ」第4回世界ハンバーガー大食い選手権で、ハンバーガーを103個食べて初優勝。小林が持っていた従来の世界記録97個を更新した。
- 2008年
  - 7月4日、「ネイサンズ国際ホットドッグ早食い選手権」では本戦10分間で59本を完食したが、小林と全くの同記録だったため延長戦（ホットドッグ5本を先に食べきったほうが勝利）に突入し、延長戦で小林を下して優勝（2連覇）。
  - 7月27日、シンガポールで行われた「サテ」（マレーシア風焼き鳥）の早食い大会に出場する。本戦12分間で4.086kgを完食するが、小林に1.2kg以上の差をつけられ準優勝に終わる。
  - 9月28日、「クリスタル・スクウェア・オフ」の第5回世界ハンバーガー大食い選手権で93個を完食し優勝（2連覇）。
- 2009年
  - 5月31日、「ピザハット・P'ゾーン・コンペティション」で小林と一対一の対決を行う。5と1/2個のP'ゾーンピザを食べるが、小林の5と3/4個に敗北した。
  - 7月4日、「ネイサンズ国際ホットドッグ早食い選手権」で68個の世界記録で優勝。二位の小林に3個半の差をつけて三連覇を達成した。
  - 9月27日、「クリスタル・スクウェア・オフ」の第6回世界ハンバーガー大食い選手権で81個を完食したが、93個で大会四度目の優勝となる小林に及ばず準優勝に終わる。
- 2014年
  - 7月4日、「ネイサンズ国際ホットドッグ早食い選手権」で62個を食べ優勝。
- 2015年
  - 7月4日、「ネイサンズ国際ホットドッグ早食い選手権」で60個を食べたが、62個を食べたマット・ストーニーに敗れ、9連覇を逃した。
- 2020年
  - 7月4日、「ネイサンズ国際ホットドッグ早食い選手権」でホットドッグ75個を食べて5年連続の優勝。
- 2022年
  - 7月4日、「ネイサンズ国際ホットドッグ早食い選手権」でホットドッグ63個を食べて15回目の優勝。
- 2024年9月2日Netflixで『Chestnut vs. Kobayashi: 究極のホットバトル』で引退の小林と対決。10分間で83個を食い圧勝[4]

## 記録
- 2006年6月10日、直火焼きのチーズ・サンドイッチを10分で47個。（ラスベガスのトーマス&マック・センター）
- 2006年7月16日、8.4ポンドのポークリブを12分で完食。
- 2006年8月12日、6ポンド5オンスのHorseshoe Sandwiches（イリノイ州祭）
- 2006年9月16日、10分で9ポンド6オンスの挽き肉（アイオワ州のカウンシルブラフス）
- 2007年5月21日、手羽先を12分で7.05ポンド（ニューヨーク市）
- 2007年7月4日、12分でホットドッグ66個（ブルックリン、ネイサンズ大会）
- 2007年10月28日、8分でハンバーガー103個（第4回クリスタル・スクウェア・オフにて）
- 2008年2月1日、手羽先を30分で241本（フィラデルフィアの第16回ウィング・ボウル）
- 2008年3月2日、マッツォー・ボールを8分で78個（テキサス州ヒューストン）
- 2008年4月26日、フライド・アスパラガスを10分で8.8ポンド（カリフォルニア州ストックトンのアスパラガス・フェスティバル）
- 2008年8月23日、餃子を10分で231個 （リトルトーキョーの Nisei Week）
- 2008年8月27日、リブステーキを12分で9.8ポンド （ネヴァダ州スパークスのナゲット・カジノ・リゾートにて）
- 2008年8月30日、プルド・ポーク・サンドイッチを10分で49.5個 （サウスカロライナ州マートルビーチの世界BBQ大食い選手権）

## 出演

### ゲーム
- メジャーリーグ・イーティング（Wii(Wiiウェア)、2009年3月24日配信、童） - プレイヤーキャラクターの一人として登場